# Podhosta
Podhosta je naselje v Občini Dolenjske Toplice